# Pterygornis dapingfangensis
Pterygornis dapingfangensis — вид вимерлих енанціорнісових птахів, що існував у ранній крейді (120 млн років тому).

## Скам'янілості
Викопні рештки птаха знайдені у відкладеннях формації Цзюфотан поблизу селища Дапіньфан у провінції Ляонін у Китаї. Відомий по неповному скелеті.

## Опис
Птах був розміром з горобця, завдовжки до 15 см. Будова крила вказує, що вид добре літав і маневрував у повітрі.